# Liste des résolutions du Conseil de sécurité des Nations unies sur le Pakistan
Cet article dresse une liste des résolutions du Conseil de sécurité des Nations unies concernant le Pakistan.

## Pakistan
En forme longue la république islamique du Pakistan, en ourdou Pākistān, پاکِستان et Islāmī Jumhūrīyah Pākistān, اسلامی جمہوریۂ پاکستان
- Résolution 29 : admission du Pakistan aux Nations unies (adoptée le 12 août 1947 lors de la 190e séance).
- Résolution 38 : la question Inde-Pakistan (adoptée le 17 janvier 1948 adoptée lors de la 229e séance).
- Résolution 39 : la question Inde-Pakistan (adoptée le 20 janvier 1948 adoptée lors de la 230e séance).
- Résolution 47 : la question Inde-Pakistan (adoptée le 21 avril 1948 adoptée lors de la 286e séance).
- Résolution 51 : la question Inde-Pakistan (adoptée le 3 juin 1948 adoptée lors de la 312e séance).
- Résolution 80 : la question Inde-Pakistan (adoptée le 14 mars 1950).
- Résolution 91 : la question Inde-Pakistan (adoptée le 30 mars 1951).
- Résolution 96 : la question Inde-Pakistan (adoptée le 10 novembre 1951).
- Résolution 98 : la question Inde-Pakistan (adoptée le 23 décembre 1952).
- Résolution 122 : la question Inde-Pakistan (adoptée le 24 janvier 1957).
- Résolution 123 : la question Inde-Pakistan (adoptée le 21 février 1957).
- Résolution 126 : la question Inde-Pakistan (adoptée le 2 décembre 1957).
- Résolution 209 : la question Inde-Pakistan (adoptée le 4 septembre 1965).
- Résolution 210 : la question Inde-Pakistan (adoptée le 6 septembre 1965).
- Résolution 211 : la question Inde-Pakistan (adoptée le 20 septembre 1965).
- Résolution 214 : la question Inde-Pakistan (adoptée le 27 septembre 1965).
- Résolution 215 : la question Inde-Pakistan (adoptée le 5 novembre 1965).
- Résolution 303 : la situation du sous-continent Inde/Pakistan (adoptée le 6 décembre 1971).
- Résolution 307 : demande d'un cessez-le-feu entre le Pakistan et l'Inde (adoptée le 21 décembre 1971).
- Résolution 622 : Afghanistan - Pakistan (adoptée le 31 octobre 1988).
- Résolution 647 : Afghanistan-Pakistan (adoptée le 11 janvier 1990).